# Tkabber
Tkabber är ett direktmeddelandeprogram, skapat för att skicka meddelanden via XMPP/Jabber-protokollet. Programmet är gratis, har öppen källkod och är licensierat under GNU GPL. Versioner finns för Windows, Linux, BSD, Solaris och OS X. Programmet är skrivet i Tcl/Tk.